# Paratoceras orarius
Paratoceras orarius es una especie extinta de mamíferos parientes de los camélidos, que vivió durante el Mioceno temprano en lo que actualmente es el área del canal de Panamá. Fue encontrado a lo largo de la parte superior de la Formación Culebra en el sector el Lirio. La presencia de esta especie ofrece un nuevo modelo paleogeográfico para explorar los procesos de diversificación que podrían haber afectado a los vertebrados terrestres que colonizaron los terrenos volcánicos que surgieron durante el Oligoceno tardío y el Mioceno temprano en la parte sur de América del Norte.

## Descripción
Es la protoceratina más pequeña conocida. Se distingue de todas las demás especies de Paratoceras por tener dientes inferiores más estrechos, p3 que carece de entostilido, p4 anterior en forma de cuña con paracónido recto.

## Etimología
"Orarius" del griego: estuario o costero, que se refiere al ambiente sedimentario inferido representado por la Formación Culebra superior (Retallack y Kirby, 2007), donde se encontró el holotipo.